# جدار الحماية (البناء)

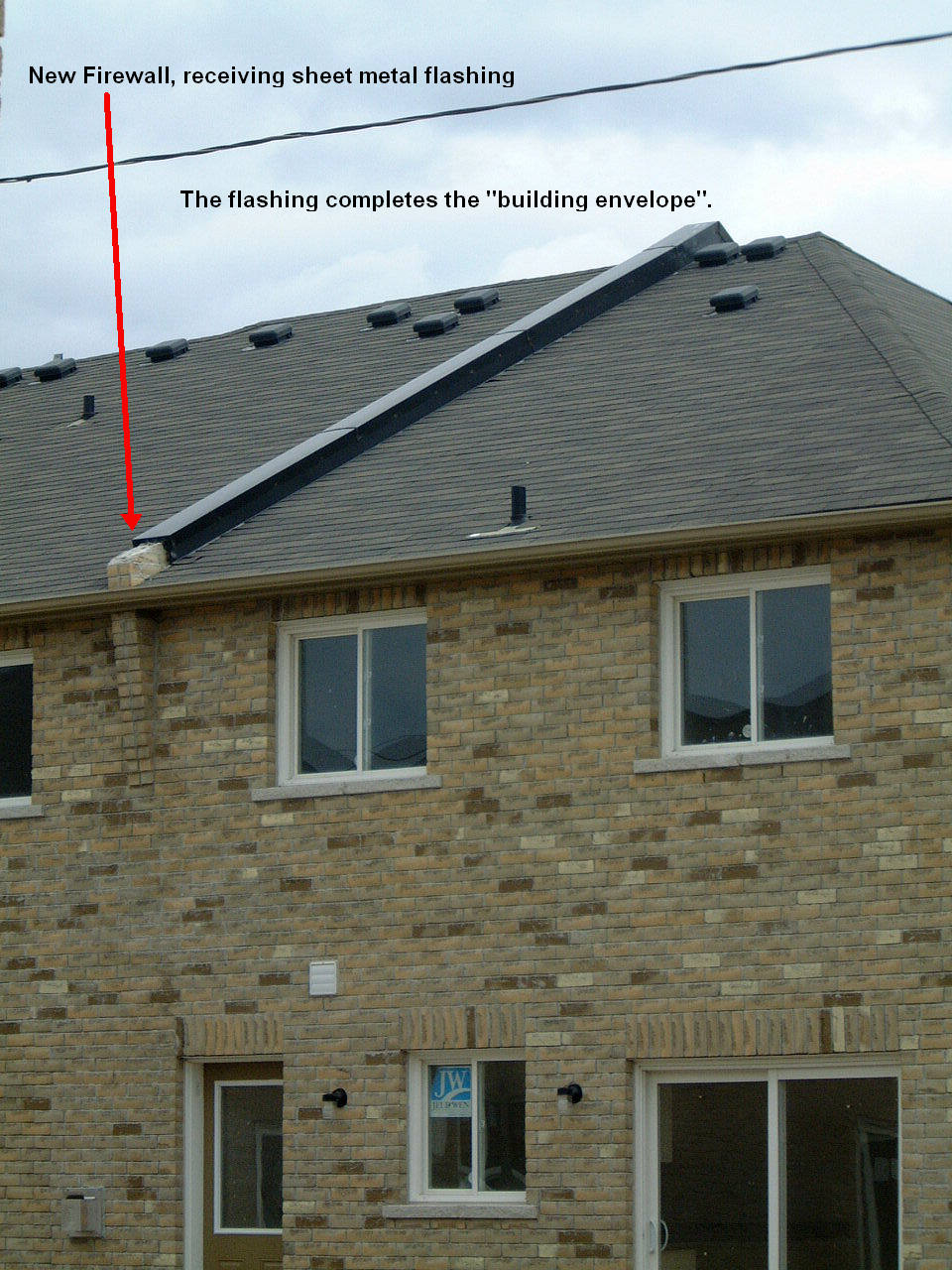
جدار الحماية في منشأ سكني، وفصل المبنى إلى وحدتين: وحدة سكنية منفصلة، ومنطقة الحريق.

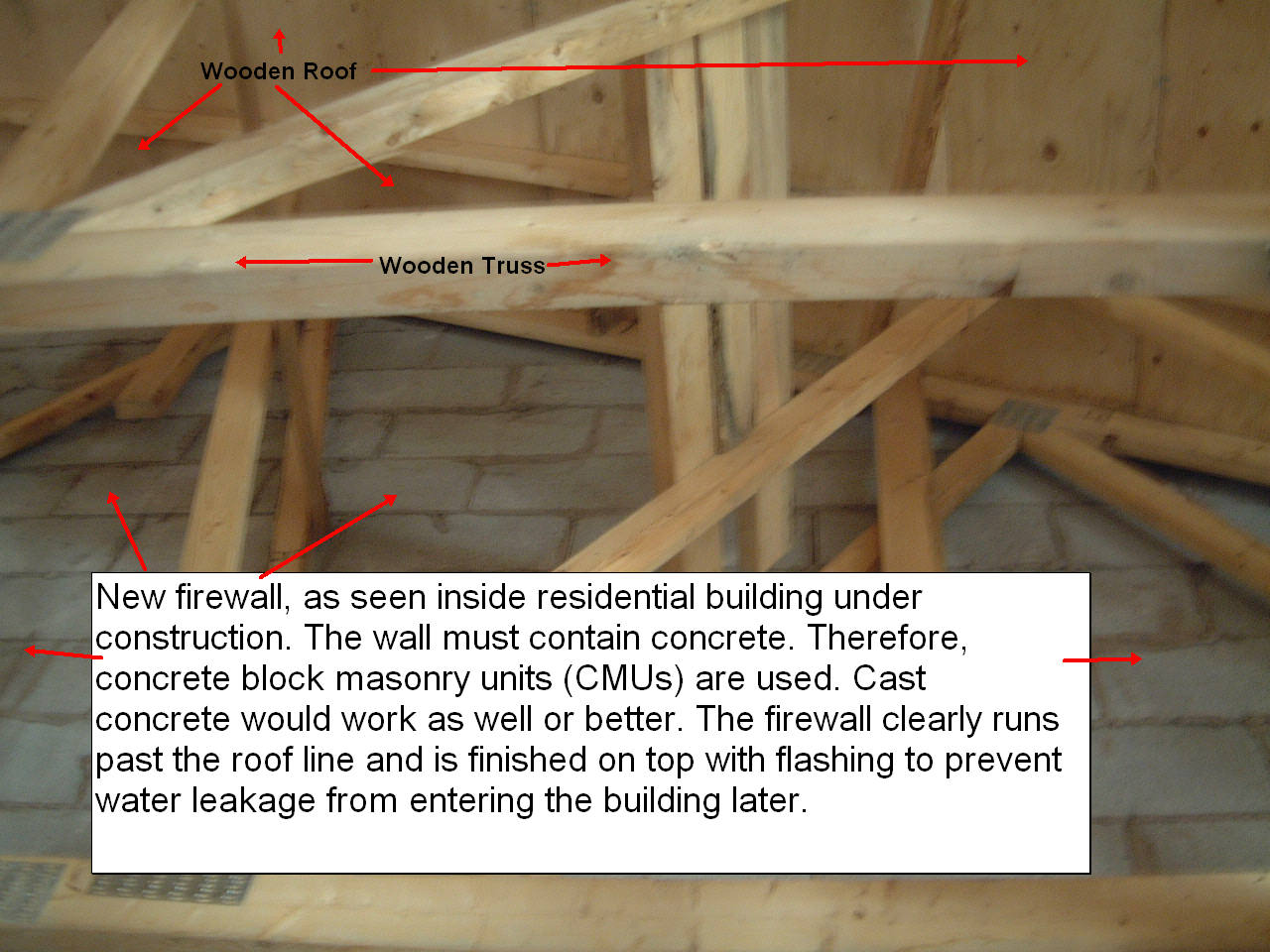
- جدار الحماية، كما رأينا في الداخل من وحدة تاون هاوس شيدت حديثا، والتي تبين كيف يمتد جدار الحماية فوق خط السقف.

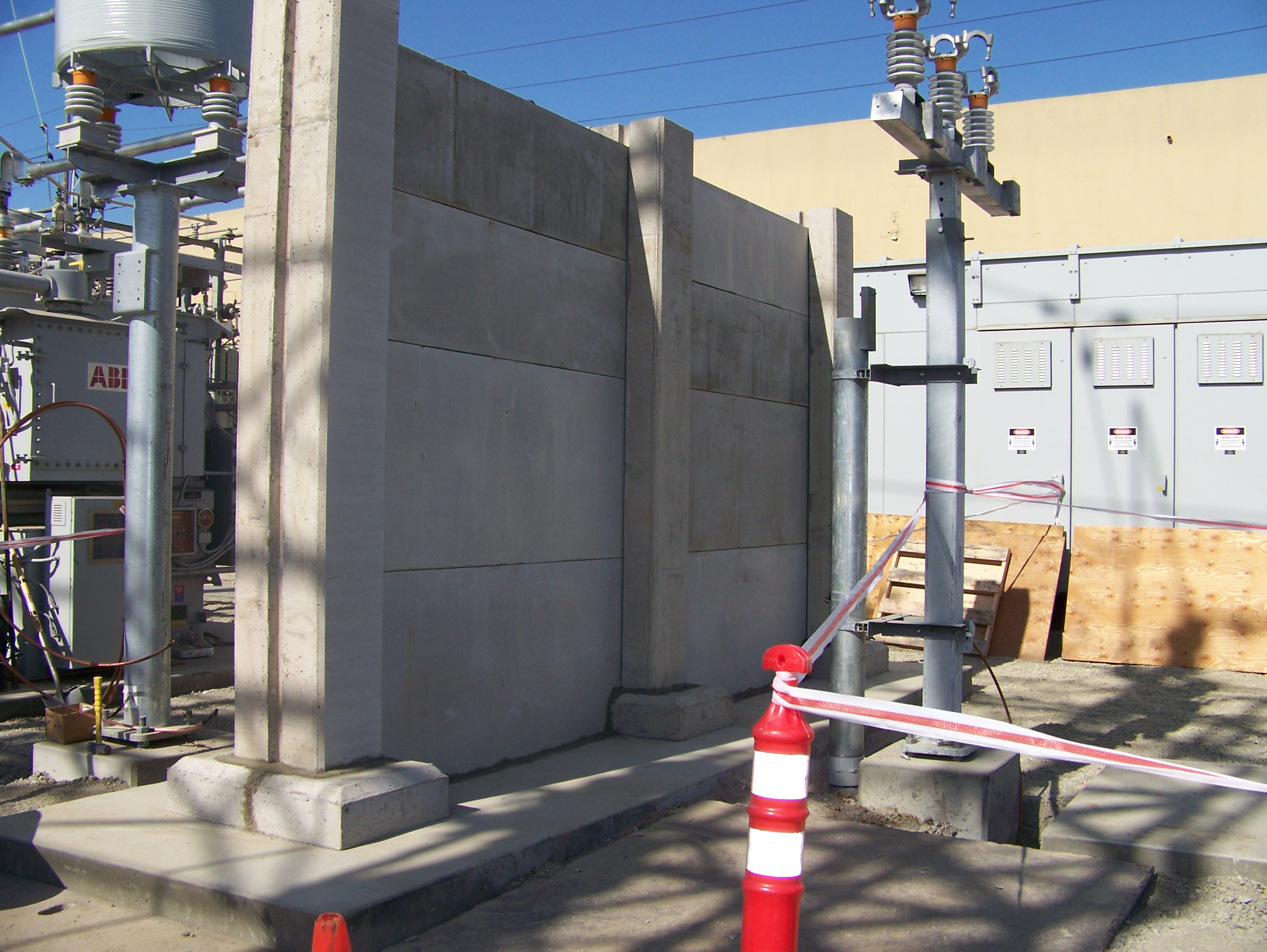
- مثال على جدار يستخدم لمنع انتشار حريق في محطة كهرباء فرعية.

في البناء، جدار الحماية هو حاجز مقاومة للحريق يستخدم لمنع انتشار الحريق لفترة محددة من الزمن. وتبنى الجدران المقاومة للحرائق بين أو خلال المباني والمنشآت، أو محولات الكهرباء الفرعية، أو في طائرة أو مركبة.

## تطبيقات
يمكن استخدام الجدران العازلة للحرائق لتقسيم المباني لمناطق منفصلة، والتي شيدت وفقا لقوانين البناء المعمول بها محليا. الجدران العازلة للحرائق هي جزء من أنظمة الحماية من الحرائق الكامنة بالمبنى.
الجدران العازله للحرائق يمكن ان تستخدم لفصل المحولات ذات القيم العالية في محطات الكهرباء في حالة حدوث شرخ في خزانات الزيت المعدنية أو الاشتعال. يعمل جدار الحماية بمثابة جدار محتوي للنار بين محول واحد مملوء بالنفط وغيرها من المحولات المجاورة، وهياكل المباني، ومعدات الموقع.

## أنواع

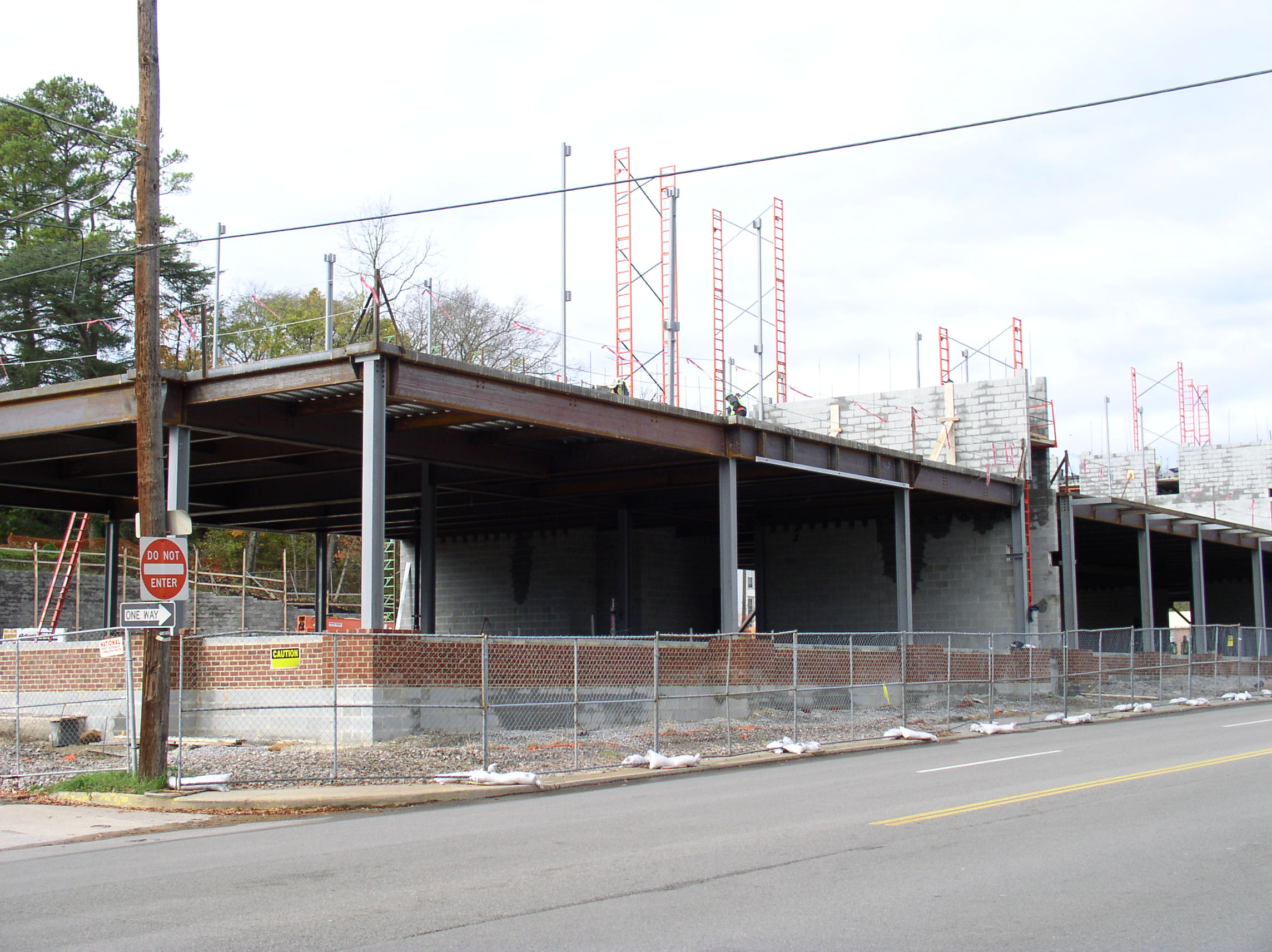
- مبنى قيد الإنشاء ، والذي يبين جدران الحمايه المسقوفة مستقلة هيكليا تقسم المبنى

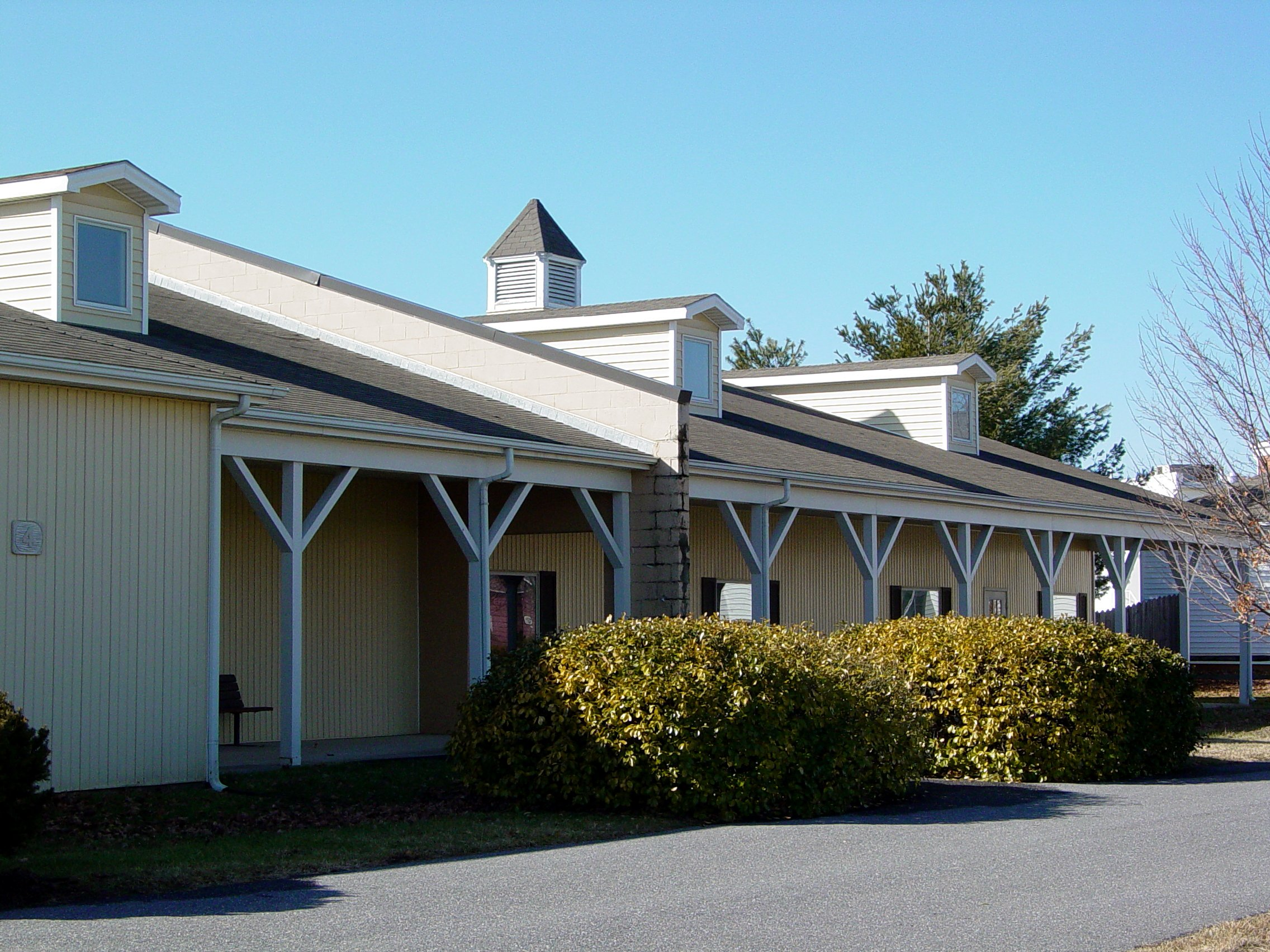
بناء 4 من مخرج قرية ينيسبورو، يوضح جدار الحمايه الخرساني ممتد خلال المبنى

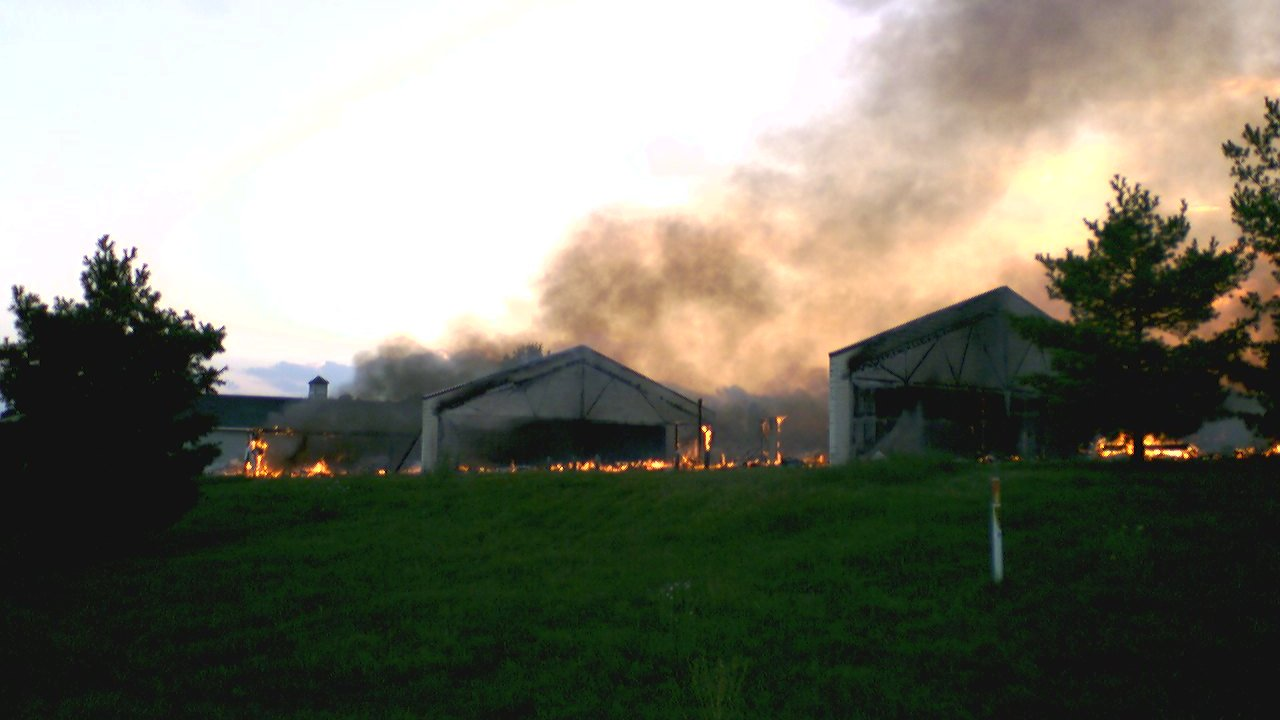
- جدران الحمايه الخرسانيه لا تزال موجوده على بناء 7 من ينيسبورو مخرج القرية السابقة ، بعد تدريبات رجال الاطفاء بعد احراق المبنى عمدا Waynesboro Outlet Village, following a firefighter training exercise which intentionally burned the building

هناك ثلاث تصنيفات أساسيه لجدران الحماية: الجدران العازله للحرائق، الحواجز الناريه، تجزئة الحرائق. للقارئ العادي وللاستعمال الشائع للغه فعادة عند الاشاره إلى الجدران العازله فان المصطلح يشمل الثلاث أنواع إذا لم يصبح التمييز بينهما ضروريا. هذا وبالاضافه إلى أن الجدران المقاومة للحريق عالية التحدي بالأخص تقتضي مزيدا من التمييز.
- الجدار العازل هو عباره عن مجموعه من المواد التي تستخدم في فصل المحولات الكهربائيه، الهياكل، المنشآت، الكبيره لمنع انتشار الحرائق وذلك من خلال تشييد جدار يمتد من الأساس مرورا بالسقف بمدة محدده لمقاومة الحريق واستقلالية استقرار المنشأ. وهذا يتيح للمبنى الانقسام إلى عدة اجزاء صغيره لو أصبح واحدا منها غير مستقر انشائيا نتيجه للحرق أو لأي اسباب أخرى فان هذا الجزء يتهدم أو ينهار بعيدا عن باقي اجزاء المبنى.[2]
- الحواجز الناريه أو تجزئة الحريق هيا عباره عن حواجز عالية المقاومة للحرائق مزوده بمستويات أقل من الحماية وذلك مقارنة بالجدران العازله. الفارق الرئيسي بينهما أن هذه الجدران المقاومة للحريق تتميز بالاكتفاء الإنشائي الذاتي.[3]

الحواجز المقاومة للحرائق هذه غالبا تمتد من الحائط الخارجي وحتى الحائط الخارجي الآخر، أو من الأرض ممتدا من تحت الأرض وصولا إلى السطح، أو من حاجز ناري إلى حاجز ناري آخر بنسبة مقاومه للحريق تساوي أو أكبر من النسبة المطلوبه تطبيقيا. الحواجز الناريه غالبا تكون مستمره خلال المساحات غير المرئيه (على سبيل المثال فوق السقف) إلى سطح الأرض أو سطح الحاجز. مجزئات الحرائق غالبا لا تحتاج إلى الامتداد خلال المساحات غير المرئيه إذا كان جزء من المنشأ موجود أسفل الأرض وغير مرئي فمثلا السقف يكون لديه نسبة مقاومه للحريق اقل من أو أكبر من مجزئات الحريق.
- الجدران العازله عالية التحدي تستخدم في فصل المحولات الكهربائيه، هياكل المباني، المنشآت، أو الجدارن المقسمه لمبنى ذات تصنيفات عاليه لمقاومة الحرائق وتعزيز حماية المنشأ ومنع انتشار الحرائق به والمحافظة على استقراره.[5]

أجزاء المبنى المقسمه بالجدران العازله تجعل المباني كأنها منفصله عند النظر اليها. وهذه الحواجز لديها استقرار هيكلي كافي للحفاظ على سلامة الجدار وذلك في حالة انهيار هيكل المبنى على جانبي الجدار.

## الخصائص
- الجدران المصنفه كجدران عازله هي التي تم انشاؤها لتحقيق مقاومه للحرائق كما حددها الكود وبالتالي تشكل جزءا كحمايه من الحرائق السلبية الضخمه. ساهمت ألمانيا في اختبار تأثير القوى المتكرره على أنظمه جدران الحماية. وتتطلب بعض الأكواد الأخرى تأثير المقاومة على أسس الوظيفة والآداء.[7]
- أحمال التصميم على الجدران العازله يجب أن يكون حدها الأدنى 5 باوند / قدم 2 بالاضافه إلى أحمال الزلازل.[8]
- جدران الحماية الخاصة بمحطات المحولات عادة ما تكون عباره عن وحدات قائمه بذاتها وتم توظيفها تصميميا وهندسيا لتلبية احتياجات التطبيقات.
- جدران حمايه في المباني عادة ما تمتد خلال السقف وتنتهي عند الارتفاع الذي يحدده الكود. وهي عادة ما تنتهى عند قمة المنشأ ومغطاه بغطاء وميضي (غطتء ورقي معدني) للحماية من العناصر المحيطه.

### المواد

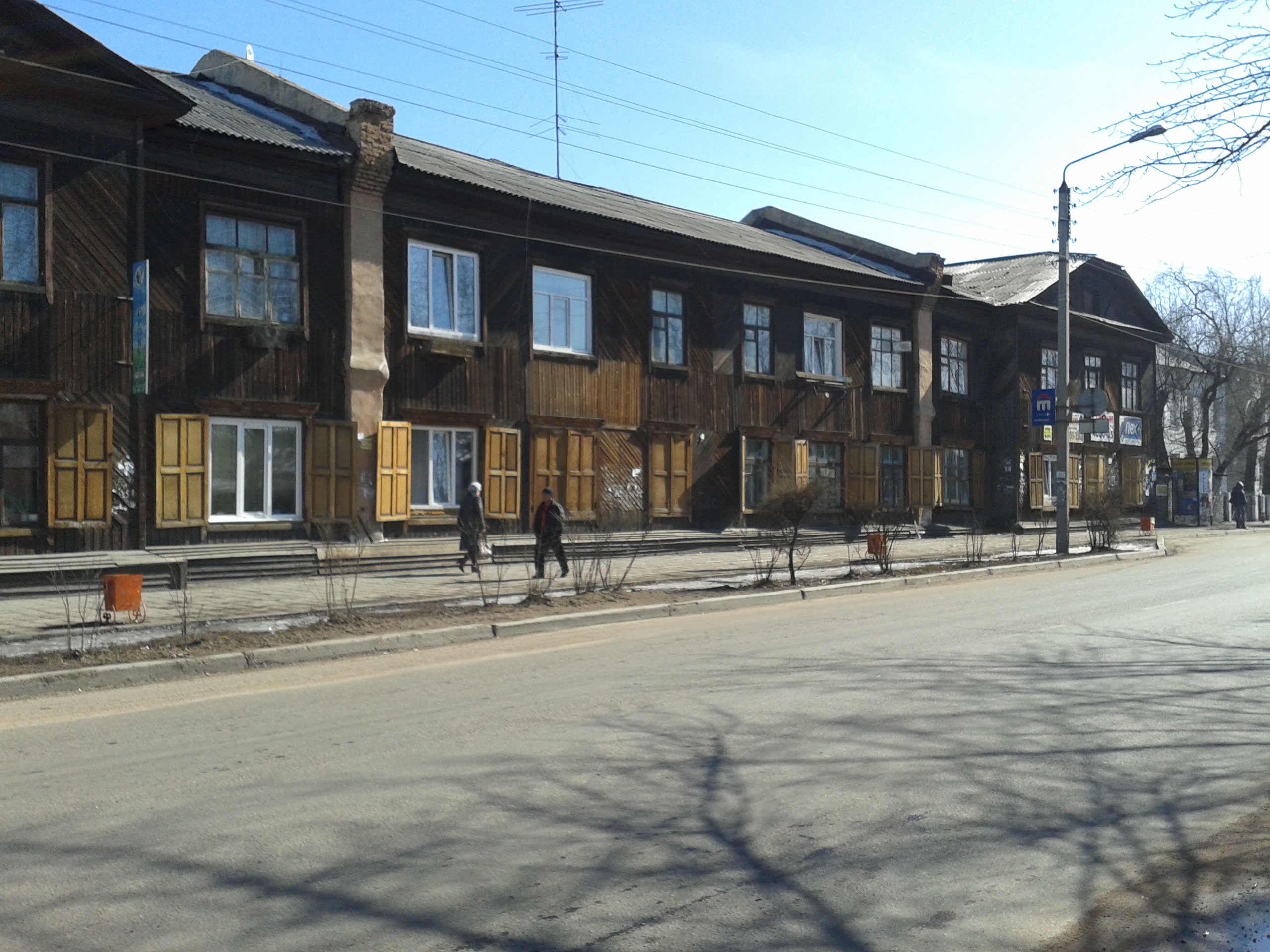
جدران الحمايه بين المباني القديمه في أولان أودي

- جدران الحماية للمباني والمنشآت الهيكليه في شمال أمريكا غالبا تكون مصنوعه من الخرسانه، أو القوالب الخرسانيه، أو الخرسانه المسلحه، جدران الحماية كانت تستخدم قبل الحرب العالميه الثانيه، وكان يتم تصنيعها من مواد لينه.
- حواجز الحماية عادة ما يتم تصنيعها من الحوائط الجافه أو ألواح الجبس مع الخشب أو المعدن المغطى بالأحجار.
- العناصر التي تخترق جدران الحماية، مثل الأنابيب أو المواسير أو الكابلات، يجب أن تكون محميه ومغطاه بمواد مثبطه للحريق. وهي مواد تكون مصممه خصيصا لمنع انتشار الحرائق من خلال هذه الاختراقات الجداريه. وهذه الاختراقات يجب ألا تتعارض مع الاستقرار الهيكلي للجدار، وكذلك الجدار لا يمكن له ان يصمد طوال فتره الحريق المقرره دون أن يحدث له انهيار.[9]
- الفتحات، فتحات الأبواب والشبابيك في جدران الحماية يجب أن تكون أيضا مساعده للحماية من الحرائق.

## التصميم على أساس الآداء
تستخدم جدران الحماية في التطبيقات المختلفه التي تتطلب تصميم واداء محددين. وذلك بمعرفة الظروف المحتمله التي قد تكون موجوده وقت حدوث الحريق وذلك لتثبيت وتركيب جدار الحماية الفعال والمناسب، على سبيل المثال جدار الحماية المصمم من الوكالة الوطنية للحماية من الحرائق (NFPA , 221-09) قسم A.5.7 يشير إلى انه يتحمل متوسط درجة حراره تصل إلى 800 فهرنهيت، غير مصمم ليتحمل درجات حراره أعلى من ذلك كتحدى للحرائق الكبيره. ونتيجه لذلك فانه سوف يفشل العمل للمده الزمنيه المتوقعه للجدار المقرر.
التصميم المبني على أساس الآداء يأخذ بعين الاعتبار الظروف المحتمله أثناء الحريق. ومعرفة درجات الحراره التي تتحملها المواد أيضا يساعد على اختيار المادة المناسبة للتطبيق. يتم استخدام معامل اختبار لمحاكاة سيناريوهات الحريق وأحوال الأحمال الواقعة على الجدار. ونتائج الاختبار التي يتم التوقيع على مجموعه منها والتي تحدد مدة مقاومة الحريق المتوقعه، والسلامة الهيكليه للجدار تحت الظروف المختبره. المصممين يقومون بترشيح مجموعه من نماذج جدران الحماية لاختيار واحد منها أو يقومون بتصميم نظام معين للجدار والذي قد يتطلب اختبارا للآداء للتصديق على الحماية المتوقعه وذلك قبل استخدام النظام المصمم للحماية.

## جدران الحماية في المركبات

جدار الحماية في السيارات (المشار إليها بواسطة خط أحمر))

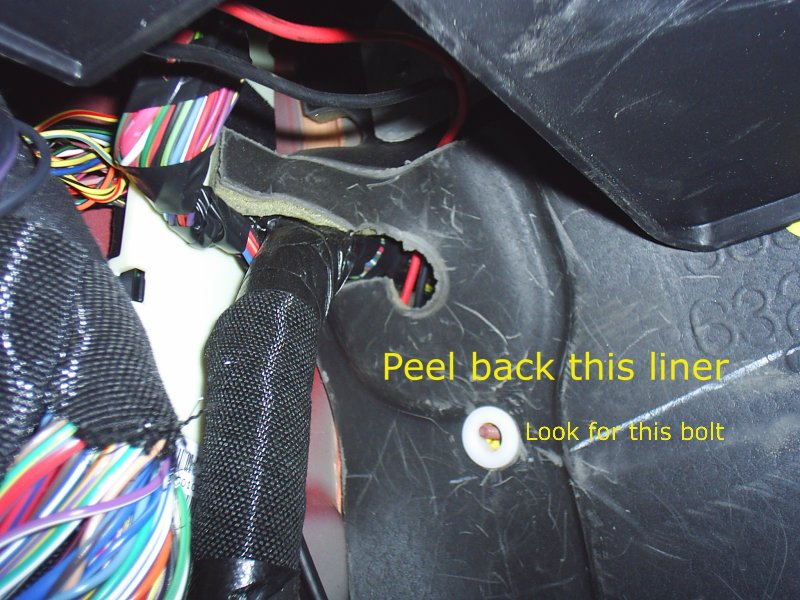
[عزل جدار جيب ليبرتي

الجدران العازله أيضا غالبا ما تكون موجوده في الطائرات والسيارات وخصوصا التي تم تجهيزها للتجزأه أو لاستخدامها في السباقات. على سبيل المثال فانه في التحويل النموذجي لانتاج السياره عند تجميعها يتضمن وجود عازل حمايه معدني والذي يحتفظ بخزان الوقود بعيدا خارج الجزء الداخلي من المركبة. في حالة حدوث حادثه، مما أدى إلى تسرب الوقود، يمكن للجدار أن يمنع احتراق الوقود من الوصول إلى مقصورة الركاب. حيث يمكن أن يسبب إصابات خطيرة أو وفاة حتى في السيارات العادية، وجدار الحماية يفصل حجرة المحرك عن المقصورة، ويمكن في بعض الأحيان أن يحتوي على الألياف الزجاجيه العازله. جدران الحماية في السيارات يجب أن تكون مجهزه بحيث أنها توفر الاغلاق المحكم وعادة ما يتم ذلك عن طريق ربط رقيقه معدنية بهيكل السيارة باستخدام راتنج الألياف الزجاجية.
كما يستخدم عادة مصطلح جدار الحماية في اللغة الإنجليزية الأمريكية للإشارة إلى الحاجز بين حجرات الركاب ومحرك السيارة. وفي بريطانيا غالبا ما تطلى الأسطح الداخلية والخارجية للجدار لامتصاص الضوضاء والاهتزاز والخشونة لمنع ضجيج المحرك من الوصول إلى مقصورة الركاب.ويعتبر هذا مصطلحا للجدار الحاجز في بريطانيا.

## وصلات خارجية
- حكومة الأقاليم الشماليه وبيان النظام الفني المطبق على جدران الحماية .
- تنظيم القوات المسلحة الانجوليه وتطبيق نظام جدران الحماية في الطائرات .
- حكومة ألبرتا، فبراير 2008 كود البناء الخاص بانشاء جدار الحماية .